# 정화중학교
정화중학교(貞和中學校)는 대한민국 대구광역시 수성구 범어동에 위치한 사립 중학교이다.

## 학교 연혁
- 1967년 9월 25일 : 대구정화여자중학교 설립인가
- 1967년 9월 25일 : 초대 도영춘 이사장 취임
- 1967년 9월 25일 : 학교법인 정화교육재단 설립인가
- 1968년 3월 2일 : 제1회 입학식
- 1969년 9월 10일 : 초대 도영대 교장 취임
- 1971년 1월 20일 : 제1회 졸업식
- 1998년 12월 1일 : 학칙변경인가 (각 학년 10학급)
- 2000년 2월 8일 : 수성구 범어4동 산 105-1번지로 이전
- 2001년 3월 1일 : 정화중학교로 교명 변경
- 2012년 10월 17일 : 주은영 재단이사장 취임
- 2015년 9월 1일 : 제14대 김은수 교장 취임
- 2022년 2월 28일 : 제52회 졸업식
- 2022년 3월 2일 : 제55회 입학식

## 참고 자료
- 정화중학교 - 한국교육학술정보원 학교알리미